# Лекарят
„Лекарят“ (на френски: Le Toubib) е френски филм от 1979 г. на френския кинорежисьор и сценарист Пиер Грание-Дефер. Главната роля на лекаря Жан-Мари Депре се изпълнява от френския киноартист Ален Делон. В ролята на медицинската сестра Армони участва френската киноактриса Вероник Жано.

## Сюжет
Внимание:  Текстът по-долу разкрива сюжета на произведението (или части от него)!
Действието на филма се развива някъде в бъдещето в една европейска страна, която се намира в разгара на война. Жан-Мари Депре e известен хирург. Той работи в полева болница и е съкрушен от факта, че жена му го е напуснала. Точно там, в този безлюден район Депре среща Армони. Тя е млада медицинска сестра, чиито идеализъм ще му върне надеждата. Влюбените преживяват увлекателно приключение...

## В ролите
| Изпълнител     | Роля           |
| -------------- | -------------- |
| Ален Делон     | Жан-Мари Депре |
| Вероник Жано   | Армони         |
| Бернар Жиродо  | Франсоа        |
| Мишел Оклер    | шеф            |
| Катрин Лашан   | Зоа            |
| Бернар Ле Кок  | Жером          |
| Анри Атал      | войник         |
| Жан-Пиер Бакри | анестезиолог   |